# European Retrievable Carrier

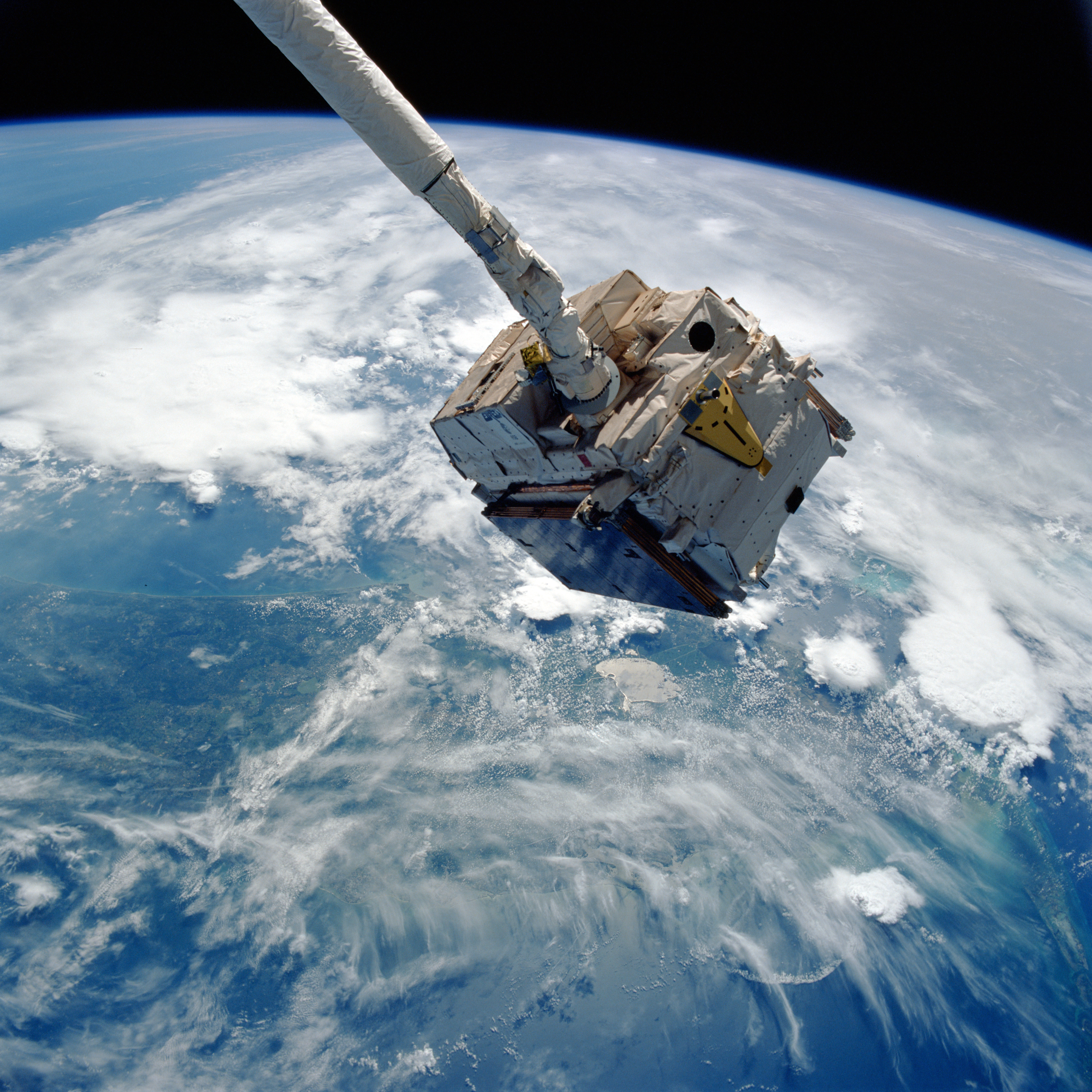
Recuperació de l'EURECA en el 1993

El European Retrievable Carrier (EURECA) va ser un satèl·lit no tripulat de 4,5 tones amb 15 experiments. Va ser una missió de l'ESA i l'acrònim es deriva d'una revelació en la banyera d'Arquimedes; Eureka!.
Va ser fabricat per l'empresa alemanya MBB-ERNO i contenia petits mòduls científics automàtics que servien com a petits telescopis d'observació solar (incloent els raigs X).
Va ser llançat el 31 de juliol de 1992 pel STS-46 - Atlantis, col·locant-lo en òrbita a una altitud de 508 km. L'EURECA va ser recuperat l'1 de juliol de 1993 pel STS-57- Endeavour i va tornar a la Terra. Va ser dissenyat per volar cinc vegades amb diferents experiments però els següents vols van ser cancel·lats.
L'EURECA és un dels pocs vehicles espacials no tripulats que ha tornat a la Terra intacte. L'EURECA és exposat en el Swiss Transport Museum a Lucerna des del 2000.

## Experiments
L'EURECA consistia en 15 experiments:
- Solution Growth Facility (SGF) (Bèlgica)
- Protein Crystallization Facility (PCF) (Alemanya)
- Exobiology and Radiation Assembly (ERA) (Alemanya)
- Multi-Furnace Assembly (MFA) (Itàlia)
- Automatic Mirror Furnace (AMF) (Alemanya)
- Surface Forces Adhesion Instrument (SFA) (Itàlia)
- High Precision Thermostat Instrument (HPT) (Alemanya)
- Solar Constant and Variability Instrument (SOVA) (Bèlgica)
- Solar Spectrum Instrument (SOSP) (França)
- Occultation Radiometer Instrument (ORI) (Bèlgica)
- Wide Angle Telescope (WATCH) (Dinamarca)
- Timeband Capture Cell Experiment (TICCE) (Gran Bretanya)
- Radio Frequency Ionization Thruster Assembly (RITA) (Alemanya)
- Inter-Orbit Communications (IOC) (França/Països Baixos)
- Advanced Solar Gallium Arsenide Array (ASGA) (Itàlia)